# Політика постправди

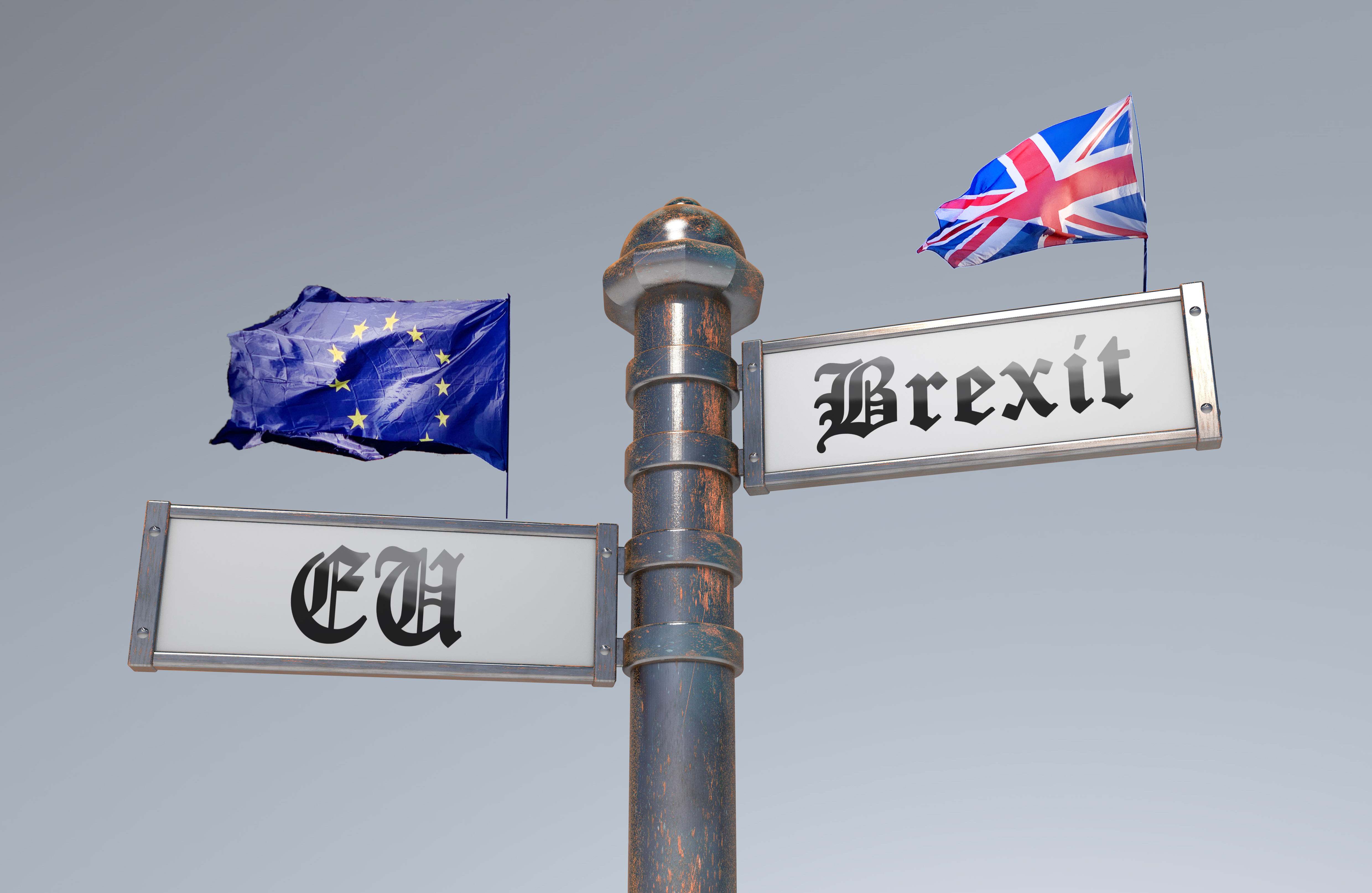
Оксфордський словник обрав іменник «постправда» міжнародним словом року (2016). Поняття набуло поширення після референдуму про вихід Британії з ЄС та виборів президента США 2016 року

Політика постправди або постправдива політика, політика післяправди — політичні дії та мислення, «при яких об'єктивні факти є менш впливовими у формуванні громадської думки, ніж заклики до емоцій і особистих переконань». Тобто, це політика, яка спирається на почуття та власні переконання, які насправді не мають під собою реальних підстав (фактів). При цьому об'єктивна істина не фальсифікується чи викликає сумнів, а просто відсувається або «відходить на другий план». 
Оксфордський словник обрав іменник «постправда» міжнародним словом року (2016). Поняття набуло поширення після референдуму про вихід Британії з ЄС та виборів президента США 2016 року.

## Опис
Найголовнішими чинниками, які сприяють такій політиці є ненависть та розвиток ЗМІ. Роздробленість джерел новин створює ситуацію, в якій брехня, плітки і чутки розповсюджують з надзвичайною швидкістю. Брехня, яку поширюють політики чи їх прибічники в інтернеті через мережу користувачів, які довіряють один одному більше, ніж поважним ЗМІ, може дуже швидко підмінювати правду.
При такій політиці лише брехун без сумнівів може бути королем.
За даними ЗМІ яскравими представниками такої політики є Дональд Трамп та Володимир Путін.  

## Критика
Цей концепт зазнав різкої критики. Критики зокрема зазначали, що опора на вигадані факти не є чимось новим, і застосовувалася впродовж десятиліть до цього, в тому числі й попередніми президентами США.